# Marcin Klinkosz
Marcin Klinkosz (ur. 23 lutego 1980) – polski lekkoatleta, skoczek wzwyż.
Medalista mistrzostw Polski juniorów. W rywalizacji seniorów notował miejsca w czołowej piątce mistrzostw kraju zarówno na stadionie jak i w hali. W 2006 wyemigrował do Irlandii, w Klubowym Pucharze Europy reprezentuje (także w rzucie oszczepem) barwy klubu Clonliffe Harriers. W 2010 zdobył srebrny medal mistrzostw Irlandii w skoku wzwyż, a w 2011 stanął na trzecim stopniu podium mistrzostw Irlandii w tej konkurencji..

## Rekordy życiowe
- skok wzwyż – 2,16 (2001, Gdańsk)
- skok wzwyż – 2,15 (2002, Iława)
- rzut oszczepem – 50,88 (2010, Dubnica nad Vahom)